# 戦国伝承
『戦国伝承』（せんごくでんしょう）は、1991年にSNKより稼働されたアーケード用ベルトスクロールアクションゲーム。日本国外名は『Sengoku』。
光の戦士の末裔である主人公を操作し、君主の残した予言による亡霊の復活を阻止するのを目的としている。
同年にネオジオ用ソフトとして発売された他、1993年にはスーパーファミコン、メガCDに移植、1995年にはネオジオCD用ソフトとして発売された。ネオジオ版は2011年にWii用ソフトとしてバーチャルコンソールにて配信された。
アーケード (MVS) 版は後にPlayStation 2およびPlayStation Portable用ソフト『SNKアーケードクラシックスVol.1』（2008年）、北米および欧州のみで発売されたWii用ソフト『SNK Arcade Classics Vol. 1』（2008年）に収録された。その他、2017年にはPlayStation 4ならびにXbox One、Nintendo Switch用ソフトとして、2022年にiOS版、Android版がアケアカNEOGEOにて配信された。
後に続編として『戦国伝承2』（1993年）、『戦国伝承2001』（2001年）が稼働された。

## ゲーム内容

### システム
主人公たちは「戦国武将の末裔の超戦士」で、かつて祖先が倒した残虐な君主の亡霊を倒すために戦う。
全6ステージだが、最終ステージのみ君主とのタイマン勝負になる。
操作はレバー：8方向移動、Aボタン：攻撃(押し続けることで溜め撃ち可能)、Bボタン：ジャンプ(レバー下で低高度で滞空時間の短い小ジャンプになる)、Cボタン：変身(レバー左右で変身キャラクター選択、Aで決定、Cでキャンセル)、Dボタン：使用しない
本作のアイテムは様々な色の宝玉で、色によって効果が違う（刀を装備する、体力回復など）。
また、主人公たちは条件を満たすとニンジャ、サムライ、忍犬のいずれかに変身できる。
残機制(開始時2機、15万、23万で各1機追加)＋体力制(6ブロック、表示されないが回復アイテムで7ブロックまで)だが敵のほとんどの攻撃で2ブロックのダメージを受け、パンチ、キックなどの限られた攻撃だけ1ブロックのダメージとなっている。また武器を持った敵はこちらの武器攻撃や飛び道具をはじき無効にできる。

### アイテム
決まった敵を倒すことで出現する。取得時には以下の効果とともに約2秒無敵になる。
また緑の玉以外の攻撃アイテム取得で溜め撃ちが出来なくなる。
緑の玉
10個集めることでライフが1ブロック回復する。
赤の玉
日本刀「暁（あかつき）」を装備。変身キャラクターは飛び道具が使用可能。約30秒で効果が消滅する。
青の玉
二刀流「双牙（そうが）」を装備。変身キャラクターは飛び道具が使用可能。約30秒で効果が消滅する。
紫の玉
聖剣「シリウス」を装備。変身キャラクターは飛び道具が使用可能。約30秒で効果が消滅する。
金の玉
貫通能力を持つ円月輪を発射可能(刀と併用可能)。変身キャラクターは特殊攻撃が使用可能(赤青紫の効果より優先)。約15秒で効果が消滅する。

## 登場キャラクター

### プレイヤーキャラクター
400年前に闇の君主を討ち滅ぼした光の戦士の末裔。両者ともネオジオ版では名前が無い。
プレイヤー1
戦国武将の末裔の超戦士の一人で、赤いベストと黄色いズボンを着た日系人。スピードタイプ。変身キャラクターのパーソナルカラーは赤。好きな言葉は「努力」。
プレイヤー2
戦国武将の末裔の超戦士の一人で、カウボーイハットをかぶったアメリカ人。パワータイプ。変身キャラクターのパーソナルカラーは青。好きな言葉は「義理」と「人情」。

### 変身キャラクター
特定の敵を倒すと登場しプレイヤーが変身可能になる。状況に応じてCボタンで任意に変身可能。変身活動時間は60秒。各種演出(異界移動、ボス登場など)での操作不能時でも減少するので要注意。時間切れすると変身キャラクターが消滅して変身が解ける。プレイヤーキャラクターに戻す事で、時間を少しずつだが回復させることが可能。ただし、変身できるのは第5ステージまで。最終面となる第6ステージでは、プレイヤーキャラクターが女神パミュラが変じた七支刀を持って最終ボスと直接対決する関係上、変身できない。
サムライ
デフォルトは刀による攻撃。アイテム取得時は 赤：「南」の念砲、青：「無」「阿」の念砲、紫：「弥」「陀」「仏」の念砲、金：広範囲に広がる雷撃。溜め撃ちはできない。移動速度はとても遅い。
ニンジャ
デフォルトはパンチ、キックで戦う。アイテム取得時は赤：手裏剣、青：手裏剣「魔切光」、紫：手裏剣「梵天写光」、金：背後に分身 。溜め撃ちは小人になり、当たり判定、攻撃判定も小さくなる。ただし飛び道具は見た目判定とも変化なし
忍犬
デフォルトは前足によるひっかき、ジャンプ攻撃が強力な回転アタック。アイテム取得時は赤：斬の気砲「斬切波」、青：破の気砲「破邪念輪」、紫：「双牙念砲」、金：敵を誘導追尾し取り付く子犬。溜め撃ちは犬の頭型の気弾。体高が低いため一部の敵攻撃(1ボス第一形態の武器振りなど)が当たらない。

### サポートキャラクター
特定の敵を倒すと登場しプレイヤーをサポートする。
女神パミュラ
ステージ1，3，5に登場しプレイヤーのライフを4ブロック回復する。最終面では七支刀に変化してプレイヤーと共に戦う。
仙人王武
ステージ1，2，5に登場しプレイヤーに力を与える。力を与えられたプレイヤーは約30秒念砲が使用可能になる。金の玉と違い変身キャラクターでも効果は変わらない。

### 敵キャラクター

#### 雑魚キャラクター
最終面以外の各ステージ道中でプレイヤーを苦しめる敵。
忍者
点数：400点
小柄な体格で、片方の手甲に鉤爪をつけている。手裏剣を飛ばすものもいる。
刀足軽
点数：400点
刀を持った長身の大男。地面を転がりながら襲ってくるものもいる。
槍足軽
点数：0点
プレイヤーに向かって突進して、槍で突いてくる。
子鬼
点数：200点
角を生やした小柄な男。飛び跳ねながら小太刀を振り回してくる。
弓足軽
点数：300点
ステージ1とステージ5に登場する。大きな弓を持ち、矢を飛ばして去っていく。
僧兵
点数：1000点
ステージ1とステージ3とステージ5に登場する。棍棒で振り回して戦う弁慶のような大男。数珠を投げつけてくるものもいる。
鎧武者
点数：600点
刀を振り下ろして襲ってくる。変身していないプレイヤーかニンジャの素手攻撃で刀を白羽取りして折ることが可能だが、刀をへし折られてもパンチやキックで戦う。プレイヤーと刀同士がぶつかると鍔迫り合いになることもある。プレイヤーめがけて突進してそのまま去るものもいる。
巨漢兵士
点数：400点
ステージ2とステージ5に登場する。青龍刀を持った肥満体型の男。
力士
点数：800点
ステージ2とステージ4とステージ5に登場する。素肌に羽織と回しを着た男。武器は刀。戦車に乗って現れることが多い。四股を踏むこともある。
河童
点数：500点
ステージ2とステージ4に登場する。亀のような甲羅を持つ河童のような怪物。手足を引っ込めて体当たりすることもある。
石像
点数：500点
ステージ3に登場する。興福寺の天燈鬼そっくりな敵。当初は背景の石像にまぎれているが、プレイヤーが近づくと動き出す。所持する灯篭からビームを放ってくる。
由美一族
点数：500点
ステージ3から登場する。長髪ワンピース道着姿のくノ一軍団。プレイヤーにダッシュパンチやジャンプキックをお見舞いする。
大顔
点数：0点
ステージ4に登場する。背景の壁画からいきなり飛び出してくるが、プレイヤーの攻撃一発で死ぬ。
若
点数：800点
ステージ5に登場する。刀を使う裃姿の小姓。プレイヤーの近距離攻撃をバク転で回避する。
闇姫
点数：500点
ステージ5に登場する。突進しながら小刀で斬りつけてくる着物の女。
火車
敵キャラクターがいない状態で一定時間進行しないと登場するいわゆる永久パターン防止キャラクター。左側から高速で転がってくる。ジャンプで回避可能だが連続で登場するので避け続けるのは困難。

#### 中ボスキャラクター
ボスキャラクター以外では2人同時プレイでもステージの道中に1体しか登場しない敵キャラクター。
大髑髏
点数：1000点
ステージ1の中ボス。空中を浮遊する巨大な髑髏。口から忍者を吐き出す。
歌舞伎役者
点数：1500点
ステージ2の中ボス。背景の舞台から登場して、扇子を投げつけてくる。
風神
点数：1500点
ステージ2の中ボス。背景の壊れたお堂から登場し、雲に乗って飛びながら、自分の小さな分身を飛ばしてくる。
お菊
点数：2000点(手と頭それぞれ)
ステージ4の中ボス。画面半分を占める巨体の女妖怪。動き回る手の体当りと、首が伸びて、プレイヤーにエネルギー弾を発射。ダメージを与えると顔が般若に変形する。

#### ボスキャラクター
各ステージの最後に待ち受ける敵キャラクター。
忍将軍
名乗り「これより先は通すわけには行かぬ。覚悟!!」
敗北「不覚を取ったわ」
点数：40000点（ステージ1）、800点（ステージ2、ステージ4）
ステージ1のボス。背景から走って現れる。ピョンピョン飛び跳ねて忍者刀で斬りつける。また火輪を投げつける。ダメージを与えると変わり身の術で回避し、プレイヤーの反対方向に現れる。一度倒しても、第二形態に変身し手裏剣を投げつけてくる。
第一形態と第二形態はともにステージ2とステージ4の雑魚として再登場する。
巴
名乗り「わが殿のために、ここで消えるのじゃ。」
敗北「口惜しや」
点数：50000点（ステージ2）、800点（ステージ4・雑魚）、1000点（ステージ4・中ボス）
ステージ2のボス。巫女服の女性で、回転しながら剣を振り下ろす。倒すと第二形態の唐獅子らしき怪物に変身して、体当たりと気弾で攻撃する。
第一形態はステージ4の雑魚、第二形態はステージ4の中ボスとして再登場する。
将軍
名乗り「我らが大願成就のため、お主たちは邪魔だ!いざ、勝負!!」
敗北「不覚を取ったわ」
点数：60000点
ステージ3のボス。背景の陣幕を切り裂き現れる鎧武者。刀による攻撃のほか、背中につけている羽を投げつけてくる。
大将軍
名乗り「敵ながら天晴れ。しかし、それもここまで。いざ、勝負!!」
敗北「見事じゃ」
点数：70000点
ステージ4のボス。馬にまたがり現れる鎧武者。刀による攻撃のほか、プレイヤーにいる方向に念砲を発射。
霞三姉妹
名乗り「すでに、この世は我らの天下。そちたちは、ここで果てるがいい!」
敗北「口惜しや」
点数：80000点
ステージ5のボス。由美一族のリーダー。最初は雑魚くノ一と同じ攻撃をしかけ、一定時間経過で三姉妹の合体忍法で玄武に変身し、首を伸ばしての体当たりやプレイヤーのいる方向にエネルギー弾を発射する。
君主
名乗り「はっはっはっ。阿修羅神の復活じゃ!そしてわしは闇の王となるのじゃ!」
鍔迫り合い「どうじゃ、わしの配下にならぬか?どんな望みもかなえようぞ。」
君主死亡「グワーッ!時が満ちた!阿修羅神の復活じゃー!!」
点数：80000点（君主）、200000点（阿修羅神）
最終ボス。400年前に主人公の前世に滅ぼされ、阿修羅神と同化し現在によみがえった悪しき君主。最終面ではプレイヤーは素手で戦わず、七支刀での剣戟バトルになる。第一形態の君主はガードが固い。倒しても、阿修羅神に変身し、プレイヤーめがけて誘導念砲を発射するなど更なる激しい攻撃を繰り広げる。

## 小技など
- 攻撃のモーション中レバーを後ろに入れる事で攻撃方向を変えることができる。刀であればボタン1回で前後前と攻撃可能。
- 変身していなければ緑の玉以外のアイテム取得時ジャンプを続けることで効果発動を遅らせる事ができる。着地後ジャンプしなければ効果発動し、アイテム取得時同様約2秒間無敵になる。
- Cボタンで変身キャラクター選択中は変身時間、攻撃アイテムの効果時間は減らない。
- 最終ボスで、七支刀で戦う時、Aボタンで、押し続けることで溜め撃ち可能。

## 移植版
| No. | タイトル                          | 発売日                                    | 対応機種                           | 開発元                            | 発売元             | メディア                              | 型式                                                           | 備考                         |
| --- | --------------------------------- | ----------------------------------------- | ---------------------------------- | --------------------------------- | ------------------ | ------------------------------------- | -------------------------------------------------------------- | ---------------------------- |
| 1   | 戦国伝承                          | 1991年7月1日 1991年                       | ネオジオ                           | SNK                               | SNK                | ロムカセット                          | NGH-017                                                        |                              |
| 2   | 戦国伝承                          | 1993年9月19日                             | スーパーファミコン                 | データイースト                    | データイースト     | 8メガビットロムカセット               | SHVC-G5                                                        |                              |
| 3   | 戦国伝承                          | 1993年12月28日                            | メガCD                             | KID                               | サミー             | CD-ROM                                | T-24034                                                        |                              |
| 4   | 戦国伝承                          | 1995年3月17日 1995年                      | ネオジオCD                         | SNK                               | SNK                | CD-ROM                                | NGCD-017                                                       |                              |
| 5   | SNKアーケードクラシックスVol.1    | 2008年4月29日 2008年9月20日 2009年5月21日 | PlayStation 2 PlayStation Portable | Terminal Reality アルファ電子 SNK | SNK                | PS2:DVD-ROM PSP:UMD                   | PS2: SLUS-21724 SLES-55232 PSP: ULUS-10338 ULES-01105 ULJS-193 | 日本ではPSP版のみ発売        |
| 6   | SNK Arcade Classics Vol. 1        | 2008年7月22日 2008年11月28日              | Wii                                | Terminal Reality アルファ電子 SNK | SNK                | Wii用12センチ光ディスク               | RVL-P-RNCE RVL-P-RJZP                                          |                              |
| 7   | 戦国伝承                          | 2011年11月1日 2013年4月25日 2013年7月25日 | Wii                                | SNK                               | D4エンタープライズ | ダウンロード （バーチャルコンソール） | -                                                              | ネオジオ版の移植             |
| 8   | 戦国伝承                          | INT 2017年3月16日                         | PlayStation 4 Xbox One             | ハムスター                        | ハムスター         | ダウンロード （アケアカNEOGEO）       | -                                                              | MVS版の移植                  |
| 9   | 戦国伝承                          | INT 2017年6月15日                         | Nintendo Switch                    | ハムスター                        | ハムスター         | ダウンロード （アケアカNEOGEO）       | -                                                              | MVS版の移植                  |
| 10  | 戦国伝承                          | INT 2022年3月31日                         | iOS Android                        | ハムスター                        | ハムスター         | ダウンロード （アケアカNEOGEO）       | -                                                              | MVS版の移植                  |
| 11  | アケアカNEOGEO セレクション Vol.3 | 2025年4月10日                             | Nintendo Switch                    | ハムスター                        | SNK                | Switch用ゲームカード                  | -                                                              | MVS版の移植 収録ソフトの一つ |

スーパーファミコン版
登場キャラクターの大半はグラフィックを変更され、連続技からの投げ技や掴み投げが追加など、システムも『ファイナルファイト』に近い内容になった。ネオジオ版には無かったボーナスゲームもある。
名無しだったプレイヤーキャラクターに個人名が付けられ、1P側の日系人が「ダン・アクセル」、2P側のアメリカ人が「ビル・レイモンド」となっている。敵キャラクターも一部を除いて変更された。
メガCD版
2人同時プレイが削除された以外はネオジオ版とほぼ同じ。

## スタッフ
アーケード版
- プロデュース：YANBARU
- プログラム：SHINCHAN-SSS、OH!BUTCH
- サウンド：TATE NORIO（山手安生）、SHIMIZUM（清水敏夫）
- ピクチャー：U-RAKUCHOU、MAROHIE、MIC-SENBEY、CHULIP-NAO、DADAMUSI、SICK OF
- ゲーム・アシスト：DIRTY-H-MIYAKAMI、PHANTOM IWATA、HTMS-SUGIMORI
- ディレクト：TAMA、MOOMIN

スーパーファミコン版
- エグゼクティブ・プロデューサー：福田哲夫
- プロデューサー：野口正登
- ディレクター、ゲーム・デザイン：ひらいわひろかず
- グラフィック・デザイン
  - 背景デザイナー：いけはたかずよし
  - オブジェクト・デザイナー：ふくにしまさたか
- 音楽：きどおさむ
- 音楽アシスタント：さかもとたけし
- チーフ・プログラマー：植木正好
- プログラマー：後藤誠、MR.BEAR

メガCD版
- プロデュース：すずきみのる
- プログラマー：河野高典、大野正治
- サウンド：TATE NORIO（山手安生）、SHIMIZUM（清水敏夫）、八尾吉一
- ピクチャー：U-RAKUCHOU、MAROHIE、MIC-SENBEY、CHULIP-NAO、DADAMUSI、SICK OF、たちばなきょうこ、SADAMON、井口純之
- ゲーム・アシスト：さいとうりょう、たけなかひろし、いといやすひさ
- ディレクト：大野正治

## 評価
スーパーファミコン版
ゲーム誌『ファミコン通信』の「クロスレビュー」では、6・4・5・3の合計18点（満40点）、『ファミリーコンピュータMagazine』の読者投票による「ゲーム通信簿」での評価は以下の通りとなっており、18.6点（満30点）となっている。
| 項目 | キャラクタ | 音楽 | お買得度 | 操作性 | 熱中度 | オリジナリティ | 総合 |
| 得点 | 3.2        | 3.2  | 3.0      | 3.2    | 3.2    | 2.9            | 18.6 |
エレクトロニック・ゲーミング・マンスリーは「あなたは異なるタイプの戦士になることができ、面白いコンセプトはある。だが協力することはできない」として4.4/10のスコアを与えた。
メガCD版
ゲーム誌『ファミコン通信』の「クロスレビュー」では、6・3・6・5の合計20点（満40点）、『メガドライブFAN』の読者投票による「ゲーム通信簿」での評価は以下の通りとなっており、19.4点（満30点）となっている。
| 項目 | キャラクタ | 音楽 | お買得度 | 操作性 | 熱中度 | オリジナリティ | 総合 |
| 得点 | 3.2        | 3.3  | 3.0      | 3.2    | 3.3    | 3.4            | 19.4 |
ゲーム誌『BEEP!メガドライブ』の「BEメガ・ドッグレース」では7、5、5、6の23点（平均5.75点）。レビュアーは「サウンドが珍しく豪華で後発のサムライスピリッツのような怪しい和風感覚がたまらずいろんな姿に変身できるのがユニークで移植度は高いが、バランスの悪さもそのままでタメ技が今一つでアクションが力押しになる大味さ、絵が薄っぺらい」、「台詞が多いがメーカー社員であろう声が棒読みで変えて欲しかった」、「コンティニュー時にキャラ変更を可能にして欲しかった、2Pプレイが欲しかった」、「万人向けではなくわかる人にはわかるが元が古い作品なだけあってSFC版よりはいいが今更感がつきまとう」と、移植度に関しては肯定的に評価したものの、ゲーム性、ゲームシステム、発売時期に関して否定的に評価している。

## 続編
- 戦国伝承2（1993年）
- 戦国伝承2001（2001年）